# Mauro Ferraresi
Mauro Ferraresi (Mantova, 14 agosto 1958) è un sociologo italiano, studioso di consumi e comunicazione. Ha pubblicato su vari argomenti e in differenti discipline: semiotica, linguistica, teoria della traduzione, public speaking, sociologia, sociologia dei consumi, sociologia della comunicazione e della cultura, pubblicità e marketing.
Nel 2016 ha pubblicato il suo primo romanzo Fuori dai cardini.

## Biografia
Si è laureato in scienze politiche con Gustavo Gozzi all'Università degli Studi di Bologna nel 1981 e ha poi deciso di seguire la sua inclinazione per gli studi di Comunicazione, conseguendo pochi anni dopo anche la laurea in filosofia, presso la cattedra di Semiotica di Umberto Eco. Subito dopo la seconda laurea ha iniziato a svolgere attività di formazione e di consulenza presso imprese, pubbliche e private, sui temi della comunicazione e della cultura di impresa, del comportamento di consumo, del public speaking, del brand e delle marche. La sua attività di studi e ricerca lo ha condotto a scrivere libri, articoli e saggi dedicati principalmente ai temi del consumo e della comunicazione. I suoi apporti sociologici in tal senso si sono concretizzati nel corso degli anni nella teoria della identità del consumatore (ICMT), teoria che si fonda proprio sul consumo e sulla comunicazione quali generatori identitari; nel concetto di consumption mix,  sviluppato, a partire dal più noto marketing mix; nella definizione di consumosfera che analizza le modalità di dilatazione urbana del consumo agli spazi di aggregazione e passaggio.

## Opere

### Monografie
- L'invenzione nel racconto. Sulla semiotica della narrazione, Guerini e associati, Milano, 1987.
- I segni dell'invenzione, Guerini e associati, Milano, 1990.
- L'arte della parola. Come parlare in pubblico, Esi,  Napoli, 1995.
- Il packaging. Oggetto e comunicazione, FrancoAngeli, Milano, 1999.
- Pubblicità e comunicazione, Carocci, Roma, 2002.
- La marca. Costruire una identità rafforzare una immagine, Carocci, Roma, 2003.
- La società del consumo. Lessico della postmodernità, Carocci, Roma, 2005.
- I linguaggi della marca. Breve storia, modelli, casi, Carocci, Roma, 2008.
- Il lavoro del traduttore. Aspetti linguistici e semiotici, FrancoAngeli, Milano, 2014.
- Le nuove leve del consumo. Consumosfera e valori di comunicazione nel capitalismo digitale, Guerini Next, Milano, 2016.

### Volumi con altri autori
- Merci di culto, con Fulvio Carmagnola, Castelvecchi, Roma, 1999.
- Elogio del Manifesto. Arte società e vita sui muri del XX secolo, con Pietro Brunelli, Allemandi, Torino, 2003.
- Marketing esperienziale. Come sviluppare l'esperienza di consumo, con Berndt Schmitt, FrancoAngeli, Milano, 2006.
- Moda oggi fra lusso e low-cost, con Ampelio Bucci e Vanni Codeluppi, Arcipelago Edizioni, Milano, 2008.
- Facebook come. Le nuove relazioni virtuali, con Renata Borgato, Ferruccio Capelli, FrancoAngeli, Milano, 2009.
- Next. Identità tra consumo e comunicazione, con Alberto Abruzzese, Lupetti, Bologna, 2009.
- L'arte di far credere, con Renata Borgato, Ferruccio Capelli, FrancoAngeli, Milano, 2010.
- Il made in Italy, con Ampelio Bucci e Vanni Codeluppi, Carocci, Roma, 2011.

### Volumi a cura
- Le leggi dell'ipotesi: antologia dei Collected Papers, testi scelti e introdotti da M.Bonfantini, R.Grazia, M.Ferraresi, G.Proni, Bompiani, Milano, 1984.
- La forma dell'inventiva, con Renato Boeri e Massimo Bonfantini, Unicopli, Milano, 1986.
- Il pensiero inventivo, con Renato Boeri, Massimo Bonfantini e Marco Somalvico, Unicopli, Milano, 1988.
- Elementi per una sociologia dei consumi, Cooperativa libraria IULM, Milano, 2002.
- Lo spettacolo della marca, Arcipelago, Milano, 2002.
- La società del tempo libero, con Pietro Brunelli, Arcipelago, Milano, 2003.
- Manuale di teorie e tecniche pubblicitarie, con Ariela Mortara e Augusto Sylwan, Carocci, Roma, 2007
- L'esperienza degli spazi di consumo, con Paola Parmiggiani (a cura di), FrancoAngeli, Milano, 2007.
- La moda e la città, con Vanni Codeluppi, Carocci, Roma, 2007.
- Consumi e alimentazione, Arcipelago Edizioni, Milano, 2008.
- Bello, buono e ben fatto. Il fattore Made in Italy, Guerini Next, Milano, 2014.